# Železné
Železné (deutsch Schelesna, früher Zelezny) ist eine Gemeinde in Tschechien. Sie liegt zwei Kilometer nordöstlich von Tišnov und gehört zum Okres Brno-venkov.

## Geographie
Železné befindet sich in der Boskowitzer Furche. Das Dorf liegt linksseitig über dem Tal des Baches Lomnička in der Quellmulde eines kleinen Zuflusses. Nördlich erhebt sich die Kopanina (462 m), im Osten der Stanovisko (484 m), südöstlich der Vinohrad (372 m), im Süden die Klucanina (410 m) sowie westlich die Květnice (469 m), Malá skála (387 m) und Čimperek (345 m).
Nachbarorte sind Šerkovice, Jamné und Hájek im Norden, Hajánky und Samotín im Nordosten, Stanovisko und Všechovice im Osten, Nuzířov, Malhostovice und Drásov im Südosten, Hradčany im Süden, Tišnov im Südwesten, Předklášteří und Střemchoví im Westen sowie Lomnička im Nordwesten.

## Geschichte

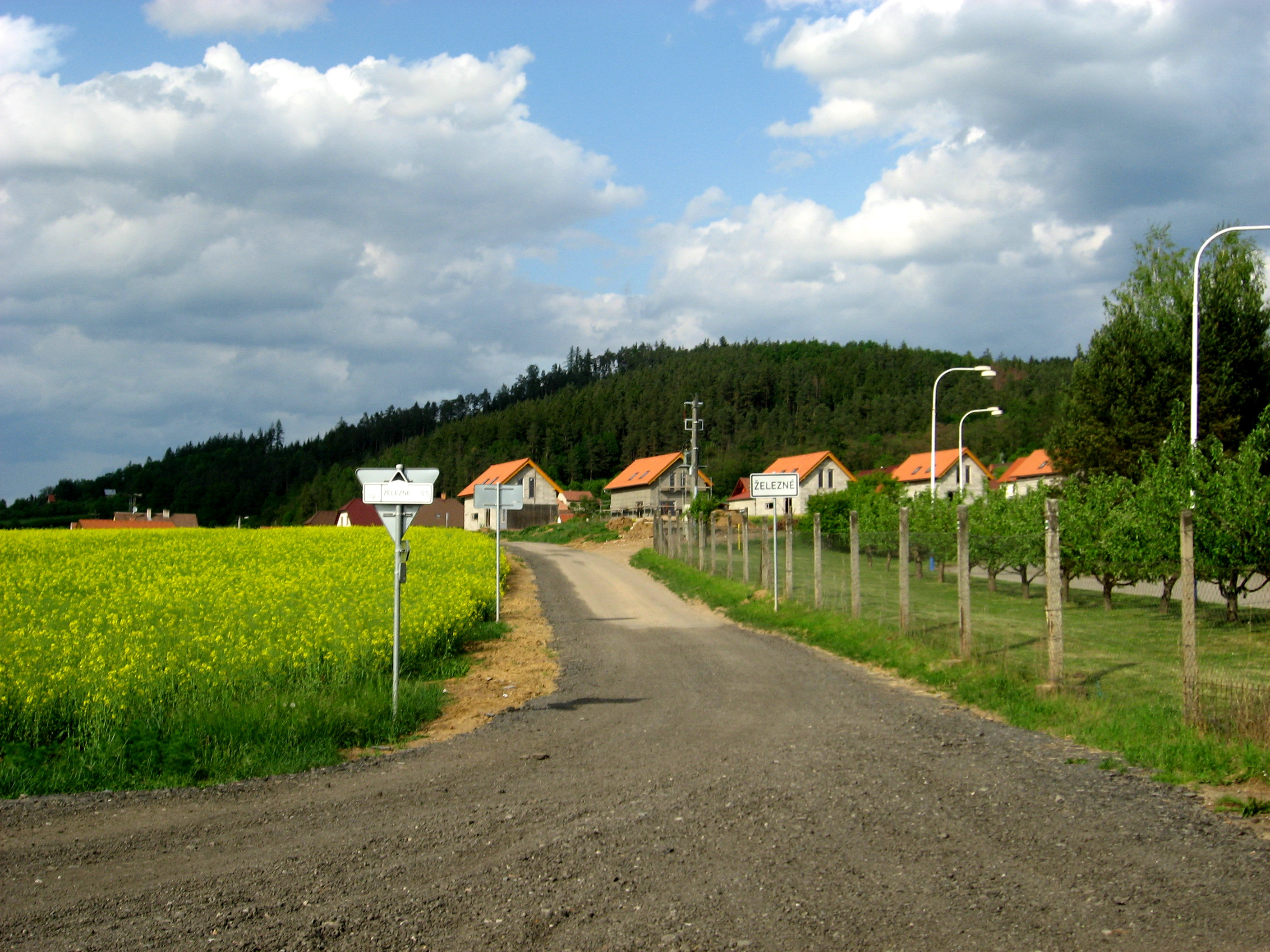
Ortsansicht

Die erste schriftliche Erwähnung des Dorfes erfolgte im Jahre 1239. Nördlich des Dorfes befand sich auf einem Hügel über der Lomnička eine Burg. Besitzer des größten Teiles des Dorfes sowie des Vorwerkshofes war das Kloster Porta Coeli. Die Burg einschließlich eines Hofes gehörte der Familie Železník von Železné. Seit dem 15. Jahrhundert lag die Burg wüst. Aus dem Geschlecht entstammte Jan d. Ä. von Železné, der 1465 Burggraf von Olmütz war. Im 16. Jahrhundert starb das Geschlecht der Železný, das auch in Vohančice einen Hof besaß, aus. 1662 verkaufte das Kloster seinen Teil des Dorfes und den Vorwerkshof an den Brünner Bürger Michael Rauseck. Nach zahlreichen Besitzerwechseln erwarb das Kloster im Jahre 1707 den Hof zurück. Das Dorf bestand im Jahre 1674 aus einer Bauern- und einer Häuslerwirtschaft. 1782 wurde das Kloster im Zuge der Josephinischen Reformen durch Kaiser Joseph II. aufgehoben. Der Vorwerkshof wurde 1786 parzelliert und die Anteile verkauft. Zu dieser Zeit standen in Železné 24 Häuser, in denen 152 Menschen lebten. 1843 hatte das Dorf 216 Einwohner.
Nach der Aufhebung der Patrimonialherrschaften bildete Železny ab 1850 eine Gemeinde im Brünner Bezirk und Gerichtsbezirk Tischnowitz. Im Jahre 1875 wurde das Dorf von einem Hochwasser heimgesucht. Seit 1896 gehörte Železny zum neu gebildeten Bezirk Tischnowitz. Die Freiwillige Feuerwehr gründete sich 1921. Seit 1923 führt die Gemeinde den Namen Železné. 1933 lebten in den 64 Häusern von Železné 295 Menschen. Nach der Auflösung des Okres Tišnov kam die Gemeinde Vohančice mit Beginn des Jahres 1961 zum Okres Brno-venkov. 1980 wurde Železné nach Tišnov eingemeindet. Im Jahre 1990 entstand die Gemeinde wieder. Seit 2000 führt Železné ein Wappen und Banner, das die Krebsscheren der Herren Železný ze Železné darstellt. Die Silber-Blau-Färbung nimmt Bezug auf das Kloster Porta Coeli.

## Wappen
Beschreibung: In Blau zwei silbern hochreichende Krebsscheren.

## Gemeindegliederung
Für die Gemeinde Železné sind keine Ortsteile ausgewiesen.

## Sehenswürdigkeiten
- Kapelle am Dorfplatz, errichtet 1858
- Burgstall Železné